# Tasmanogobius gloveri
Tasmanogobius gloveri é uma espécie de peixe da família Gobiidae e da ordem Perciformes.

## Morfologia
- Os machos podem atingir 6,5 cm de comprimento total.[4][5]

## Habitat
É um peixe de clima subtropical e demersal.

## Distribuição geográfica
É encontrado no Sul da Austrália.

## Observações
É inofensivo para os humanos.